# Локхарт (тауншип, Миннесота)
Локхарт (англ. Lockhart) — тауншип в округе Норман, Миннесота, США. На 2000 год его население составило 63 человека.

## География
По данным Бюро переписи населения США площадь тауншипа составляет 93,9 км², из которых 93,9 км² занимает суша, водоёмов нет.

## Демография
По данным переписи населения 2000 года здесь находились 63 человека, 27 домохозяйств и 18 семей. Плотность населения —  0,7 чел./км². На территории тауншипа расположено 39 построек со средней плотностью 0,4 построек на один квадратный километр. Расовый состав населения: 100,00 % белых.
Из 27 домохозяйств в 25,9 % воспитывались дети до 18 лет, в 59,3 % проживали супружеские пары, в 3,7 % проживали незамужние женщины и в 33,3 % домохозяйств проживали несемейные люди. 33,3 % домохозяйств состояли из одного человека, при том 11,1 % из — одиноких пожилых людей старше 65 лет. Средний размер домохозяйства — 2,33, а семьи — 3,00 человека.
20,6 % населения — младше 18 лет, 6,3 % — в возрасте от 18 до 24 лет, 23,8 % — от 25 до 44, 31,7 % — от 45 до 64, и 17,5 % — старше 65 лет. Средний возраст — 44 года. На каждые 100 женщин приходилось 110,0 мужчин. На каждые 100 женщин старше 18 приходилось 150,0 мужчин.
Средний годовой доход домохозяйства составлял 36 250 долларов, а средний годовой доход семьи —  40 625 долларов. Средний доход мужчин —  26 250  долларов, в то время как у женщин — 18 750. Доход на душу населения составил 19 424 доллара. За чертой бедности находились 22,2 % семей и 25,4 % всего населения тауншипа, из которых 33,3 % младше 18 лет.